# Progeny test
Il progeny test o prova di progenie è un metodo di selezione individuale basato sulla genetica delle popolazioni. È applicato nel miglioramento genetico degli animali domestici e stima il valore genetico di un riproduttore (valutazione genotipica) sulla base dei fenotipi morfologici e funzionali rilevati nella sua progenie.

## Ambiti e presupposti dell'applicazione
Il progeny test si rivela il più efficace metodo di miglioramento nei contesti caratterizzati dal concorso delle seguenti condizioni:
- miglioramento di un carattere quantitativo a bassa ereditabilità (anche inferiore al 10%);
- manifestazione del carattere su un solo sesso;
- maggiore efficacia della pressione selettiva (intensità di selezione) basata sulla selezione individuale dei riproduttori di sesso opposto.

Tali condizioni si verificano, nella fattispecie, nel miglioramento genetico della produzione del latte e delle uova: il carattere si manifesta nel sesso femminile, ha una bassa ereditabilità, in quanto sulla variazione fenotipica incide in modo preponderante la varianza ambientale, e, infine, l'intensità di selezione è molto più alta nei riproduttori maschi. Storicamente è stato applicato inizialmente nel miglioramento genetico della produzione del latte nella specie bovina, ma in seguito il metodo si è esteso anche al miglioramento delle razze di altre specie o di altri tipi funzionali quando si è verificata la sostenibilità economica. In alcuni casi, infatti, il rapporto benefici-costi di questo metodo di miglioramento non ne giustifica l'adozione, in confronto a metodi più semplici, come il performance test o più efficaci dal punto di vista operativo, come il combined test.
L'efficacia del metodo, di particolare complessità, richiede l'esistenza di condizioni che permettano l'applicazione su larga scala in modo da acquisire una massa di dati significativa ai fini statistici:
- consistenza numerica rilevante della popolazione della razza da migliorare in un ambito nazionale;
- uso massivo della fecondazione artificiale;
- istituzione di un libro genealogico di razza;
- predisposizione di un modello matematico per l'elaborazione dei dati statistici;
- esistenza di una struttura organizzativa capillare deputata alla gestione operativa del metodo su scala nazionale.

Tali condizioni, in Italia, si sono verificate nella seconda metà del XX secolo nel miglioramento genetico della razze bovine Frisona e Bruna, ripercorrendo i successi applicativi ottenuti negli USA con il miglioramento della Holstein Friesian e della Brown Swiss. Il metodo è stato in seguito esteso ad altre razze bovine allevate in Italia e ad altre specie zootecniche.

## Struttura del metodo
La metodologia del progeny test cambia secondo i contesti (ambiti nazionali o regionali, strutture organizzative, specie e razza allevata), tuttavia si basa su alcuni presupposti generali che prescindono dalle singole specificità. I riproduttori maschi candidati sono selezionati fin dalla nascita sulla base di alcuni criteri, ad esempio la genealogia, e trasferiti in apposite strutture, i centri di miglioramento, dove sono sottoposti a procedure di preselezione finalizzate a ridurre i costi del progeny test propriamente detto (es. valutazione morfologica e performance test).
Al raggiungimento della pubertà, i riproduttori che superano la preselezione sono sottoposti al prelievo del seme, con frequenza gradualmente crescente e rapportata all'età dell'animale in modo da non pregiudicarne lo sviluppo. Nelle razze bovine da latte, questa fase inizia dopo il primo anno di vita del torello. Il seme prelevato viene impiegato in parte per la prima fase del progeny test e in larga parte conservato per la successiva commercializzazione a regime.
Il progeny test si basa su prove comparative di campo finalizzate a realizzare il confronto tra contemporanee in condizioni standard e quantificare la differenza: le figlie primipare (e successivamente anche secondipare) del toro da valutare sono sottoposte a valutazione morfologica e funzionale e messe a confronto con le figlie coetanee di altri tori dello stesso allevamento o di allevamenti in condizioni omogenee, al fine di ridurre l'incidenza della varianza ambientale. I dati sono raccolti dalla struttura organizzativa deputata al mantenimento del Libro Genealogico. In Italia l'organismo è rappresentato dalla specifica associazione di razza articolata gerarchicamente nelle sue strutture territoriali (nazionale,  regionale, provinciale). Questi dati sono immessi in un modello di previsione statistico-matematico, il BLUP (Best Linear Unbiased Prediction) che, attraverso l'elaborazione di matrici lineari, calcola un indice che esprime, in termini relativi, il valore genetico del riproduttore in prova.
Un aspetto importante del progeny test è che l'indice genetico derivato dal BLUP è un parametro dinamico in quanto soggetto a continuo aggiornamento con l'incremento dei dati disponibili per il riproduttore in prova. L'aggiornamento prosegue anche nel corso della successiva commercializzazione su larga scala del seme, permettendo di migliorare o peggiorare l'indice del riproduttore. Nel caso della produzione del latte bovino, ai fini dell'affidabilità statistica, l'indice richiede l'elaborazione dei dati di almeno un migliaio di figlie prima della commercializzazione: se dopo questa fase il toro si rivela miglioratore, il seme conservato è introdotto nel mercato, altrimenti viene scartato.
Da quanto detto, è evidente che la distribuzione commerciale del seme di un toro ha inizio diversi anni dopo la sua nascita: nel primo anno il riproduttore è sottoposto alla preselezione, entro il 15º mese (in media) le dosi di seme prelevate sono distribuite per l'inseminazione e le figlie nasceranno in media al secondo anno di vita del toro. Considerata la precocità delle razze da latte, con un'età media di 30 mesi al primo parto, la raccolta dei dati inizierà dopo circa quattro anni e mezzo di vita del toro, ma l'indice genetico sarà formulabile solo al completamento della prima lattazione (10 mesi). Il seme del toro sarà perciò commercializzato non prima dei sei anni dalla sua nascita e in genere si protrae anche dopo la sua morte, fino all'esaurimento delle scorte, quando l'indice di miglioramento si presenta particolarmente alto.

## Pregi e difetti
Il progeny test è caratterizzato da tempi lunghi e procedure complesse che ne incrementano sensibilmente i costi. Al tempo stesso ha un'elevata affidabilità nella stima del valore genotipico per caratteri a bassa ereditabilità non rilevabili direttamente sui riproduttori. Il rapporto benefici-costi lo rende perciò sostenibile nei casi in cui l'intensità di selezione è elevata. Per questo motivo è applicato in molti Paesi soprattutto per il miglioramento delle razze bovine da latte.
A dispetto dell'apparente lentezza delle procedure, i risultati di questo metodo sono evidenti nel medio termine e permettono, come ad esempio nel caso del latte bovino, il raddoppiamento della produzione media di una popolazione nell'arco di un ventennio.